# Vasilij Nejelov
Vasilij Ivanovitj Nejelov, född 1721, död 1782, var en rysk arkitekt.
Han var bland annat hovarkitekt vid uppbyggandet av Tsarskoje Selo och som medhjälpare under uppförandet av Katarinapalatset hade han den italienske arkitekten Bartolomeo Francesco Rastrelli.
Nejelov ligger begravd på Kuzminskojekyrkogården nära Tsarskoje Selo.